# Porites baueri
Porites baueri är en korallart som beskrevs av Squires 1959. Porites baueri ingår i släktet Porites och familjen Poritidae. IUCN kategoriserar arten globalt som otillräckligt studerad. Inga underarter finns listade i Catalogue of Life.